# Catasetum quadridens
Catasetum quadridens är en orkidéart som beskrevs av Robert Allen Rolfe. Catasetum quadridens ingår i släktet Catasetum och familjen orkidéer. Inga underarter finns listade i Catalogue of Life.